# Priaulx Rainier
Ivy Priaulx Rainier, née le 3 février 1903 et morte le 10 octobre 1986, est une compositrice britannico-sud-africaine de musique classique.

## Éléments biographiques
Elle est née en 1903 à Howick, en Afrique du Sud (à l'époque dans le Natal, aujourd'hui dans la province sud-africaine du KwaZulu-Natal). Toute son œuvre est marquée par la musique africaine et notamment zoulou qu'elle entend durant son enfance. Elle étudie le violon et l'harmonie au South African College of Music (en), au Cap. Elle poursuit ensuite à la Royal Academy of Music, à Londres, en particulier avec Rowsby Woof (en). Elle est encouragée à continuer dans la composition musicale par Arnold Bax. En 1937, elle se rend quelque temps à Paris, étudier avec Nadia Boulanger. De cette époque date une de ses œuvres : Three Greek Epigrams, puis, en 1939 First String Quartet,,..
De 1943 à 1962, installée en Angleterre, elle est professeure de composition  à la Royal Academy of Music. En 1949, elle compose Barbaric Dance Suite, pour piano.  En 1956, la première de son Requiem est exécutée au Festival d'Aldeburgh. La première de ses grandes œuvres orchestrales est Phalaphala (le mot désigne le cor de cérémonie d'un chef africain), entendue pour la première fois en 1961, pour céléber le dixième anniversaire d'Adrian Boult à la tête de l'Orchestre philharmonique de Londres. En 1964, Jacqueline du Pré interprète pour la première fois son Concerto pour violoncelle au Royal Albert Hall de Londres. Donné en 2e partie de concert, après le concert d'Elgar, il connut un grand succès en Angleterre du fait de la rare programmation de musique contemporaine. Parmi ses autres œuvres peuvent être citées, notamment, la suite orchestrale Aequora Lunae en 1967,  dédiée à son amie Barbara Hepworth, et The Bee Oracles, une œuvre instrumentale écrite en 1969 en hommage à Edith Sitwell. Yehudi Menuhin lui commande un Duo pour violon, qu'il crée au Festival international d'Édimbourg en 1977. Elle meurt le 10 octobre 1986, à 83 ans, à Besse-en-Chandesse, en France,,.

## Œuvres

### Musique de chambre
Grand Duo - violoncelle, piano
Opus Three - violon, piano
Quatuor à cordes (1939)
Sonate - alto, piano
Trio Suite - violon, violoncelle, piano (1960)

### Concerto
Pour violoncelle et orchestre (1964)

### Œuvre vocale
- Cycle for Declamation (1954), extraits des Devotions upon Emergent Occasions de John Donne